# Лесные пожары на Гавайях (2023)
В начале августа 2023 года на Гавайях, преимущественно на острове Мауи, вспыхнула серия лесных пожаров. Пожары предположительно были вызваны сочетанием низкой влажности и сильных горных ветров, принесённых ураганом «Дора». Засуха, усугубившаяся в последние недели перед пожарами, также могла поспособствовать возникновению пожаров. В этих условиях они быстро распространились, нанеся значительный ущерб и унеся жизни 145 человек в городе Лахайна.
8 августа была подписана декларация о чрезвычайном положении, санкционирующая ряд действий, включая развёртывание Национальной гвардии Гавайев, соответствующие действия директора Агентства по чрезвычайным ситуациям Гавайев и главы Службы по управлению чрезвычайными ситуациями, а также расходование средств из общих доходов штата на ликвидацию последствий пожаров. К 9 августа правительство штата Гавайи ввело чрезвычайное положение на всей его территории. 10 августа президент США Джо Байден опубликовал федеральную декларацию о крупной катастрофе.
Пожар в Лайхане стал самым смертоносным в США за последние 100 лет (со времён пожара в Клокее 1918 года), превзойдя пожар в Калифорнии 2018 года, известный как «Camp Fire» (85 погибших). По оценкам Тихоокеанского центра стихийных бедствий и Федерального агентства по управлению в чрезвычайных ситуациях, только в результате пожара в Лахайне было разрушено более 2200 зданий, в том числе множество исторических достопримечательностей. Ущерб, причинённый пожаром, был оценён примерно в 5,52 миллиарда долларов.

## Пожары
С 8 по 10 августа лесные пожары на Мауи привели к масштабному ущербу в городе Лахайна на западе острова Мауи. Точная причина лесных пожаров не установлена. К 11 августа Береговая охрана спасла из океана 17 человек. Более 1400 человек находились в убежищах.